# British Cactus and Succulent Journal
British Cactus and Succulent Journal (abreviado Brit. Cact. Succ. J.) fue una revista ilustrada con descripciones botánicas que fue editada en Inglaterra. Publicó 23 números desde el año 1983 hasta 2005. Fue precedida por Cactus and Succulent Journal of Great Britain (1946-1982) y National Cactus and Succulent Journal (1946-1982) y reemplazada en 2006 por CactusWorld. The Journal of the British Cactus & Succulent Society.